# Roger Taillibert
Roger Taillibert, né le 21 janvier 1926 à Châtres-sur-Cher (Loir-et-Cher) et mort le 3 octobre 2019 à Paris 16e, est un architecte français, ancien élève de l'École du Louvre et de l'École nationale supérieure des beaux-arts. Le nouveau stade du Parc des Princes (1972) et le stade olympique de Montréal construit pour les Jeux olympiques de 1976 sont parmi ses plus célèbres réalisations.

## Biographie
Spécialiste renommé pour l'utilisation des voiles de béton, Roger Taillibert est, entre autres, l'architecte de la piscine de Deauville en 1965, du Parc des Princes de Paris de 1969 à 1972, de la Cité scolaire de Chamonix-Mont-Blanc, du Stadium Nord de Villeneuve-d'Ascq inauguré en 1976, du Stade olympique de Montréal réalisé pour les Jeux olympiques de 1976, du Khalifa Stadium au Qatar, où il a aussi réalisé l'académie des sports Aspire.
Il a consacré sa carrière à construire pour le sport et dans l'esprit du sport, l'esprit du record à atteindre, en tirant des matériaux et des techniques le maximum de ressources utiles et expressives; faire de l'art par les moyens de la technique. Roger Taillibert s'est également beaucoup investi dans l'architecture scolaire et ses liens avec le sport (lycée de  Font Romeu) et son rôle dans l'épanouissement de l'élève (lycée de la Borde Basse de Castres, Cité scolaire de Jolimont à Toulouse). 
Il a été élu à l'Académie des beaux-arts en 19 juin 1983 au fauteuil d'Eugène Beaudouin. Président de l'Académie en 2004 et 2010, président de l'Institut en 2010. Il est en outre membre de l'Académie des sports.
Il est le fondateur de l'Agence d'architecture Taillibert International.
Il meurt le 3 octobre 2019 à l’âge de 93 ans. 

### Famille
Son épouse Béatrice née Pfister est morte en 2007[réf. nécessaire].En 1969, ils ont une fille, Sophie Maria-Emma, neuro-oncologue. 

## Réalisations

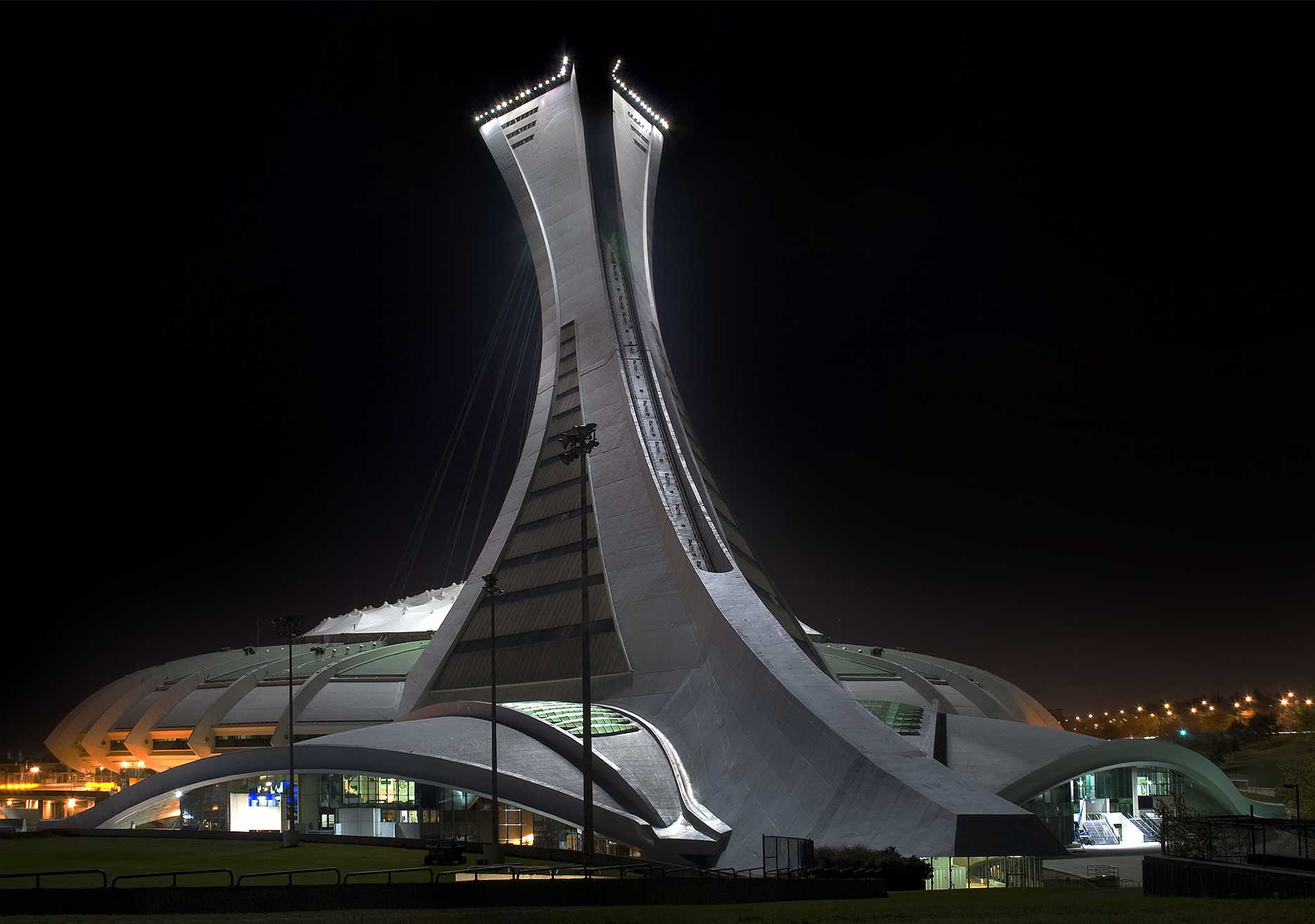
Le Stade olympique de Montréal de nuit.

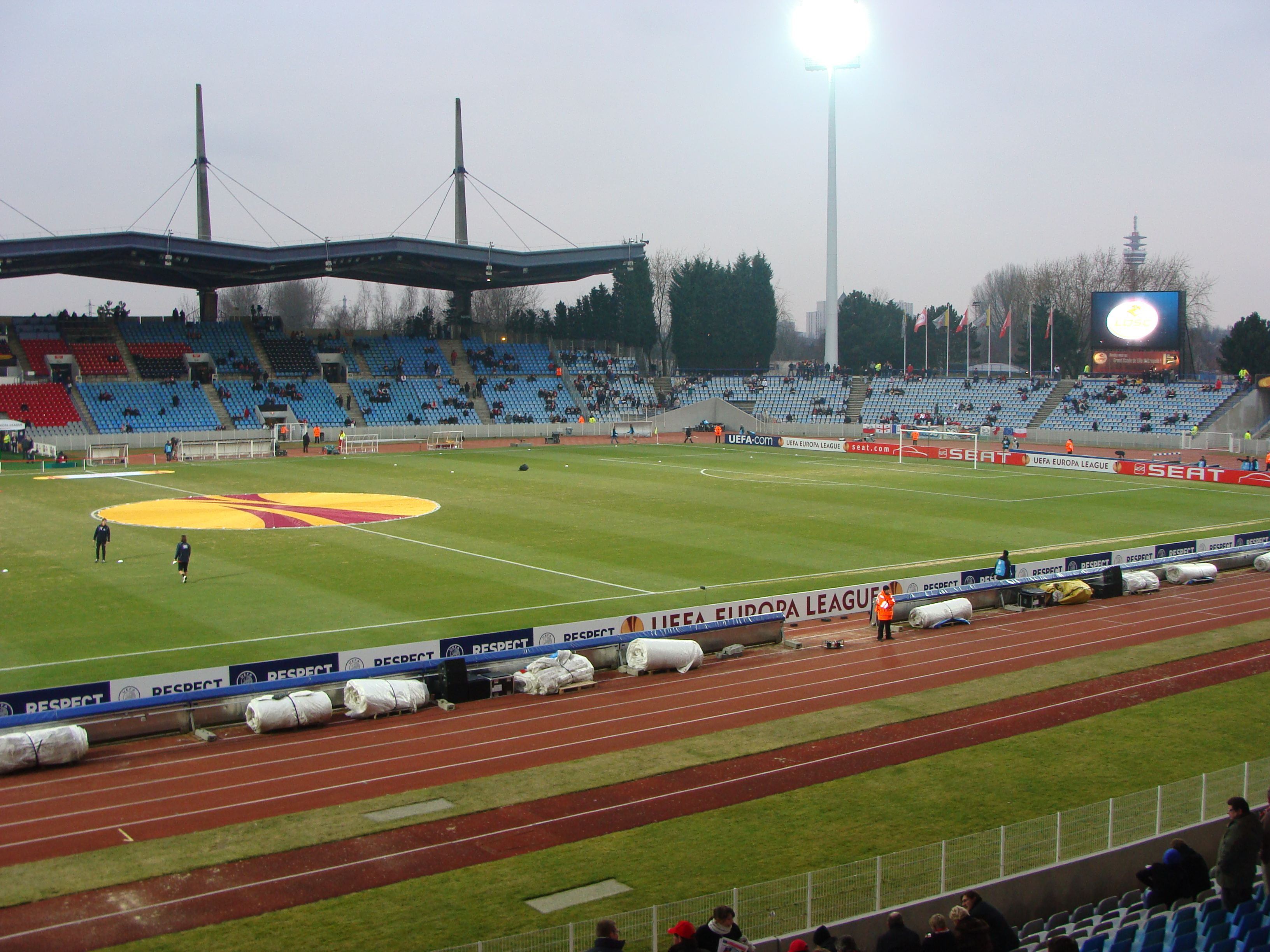
Le Stadium Nord de Villeneuve-d'Ascq.

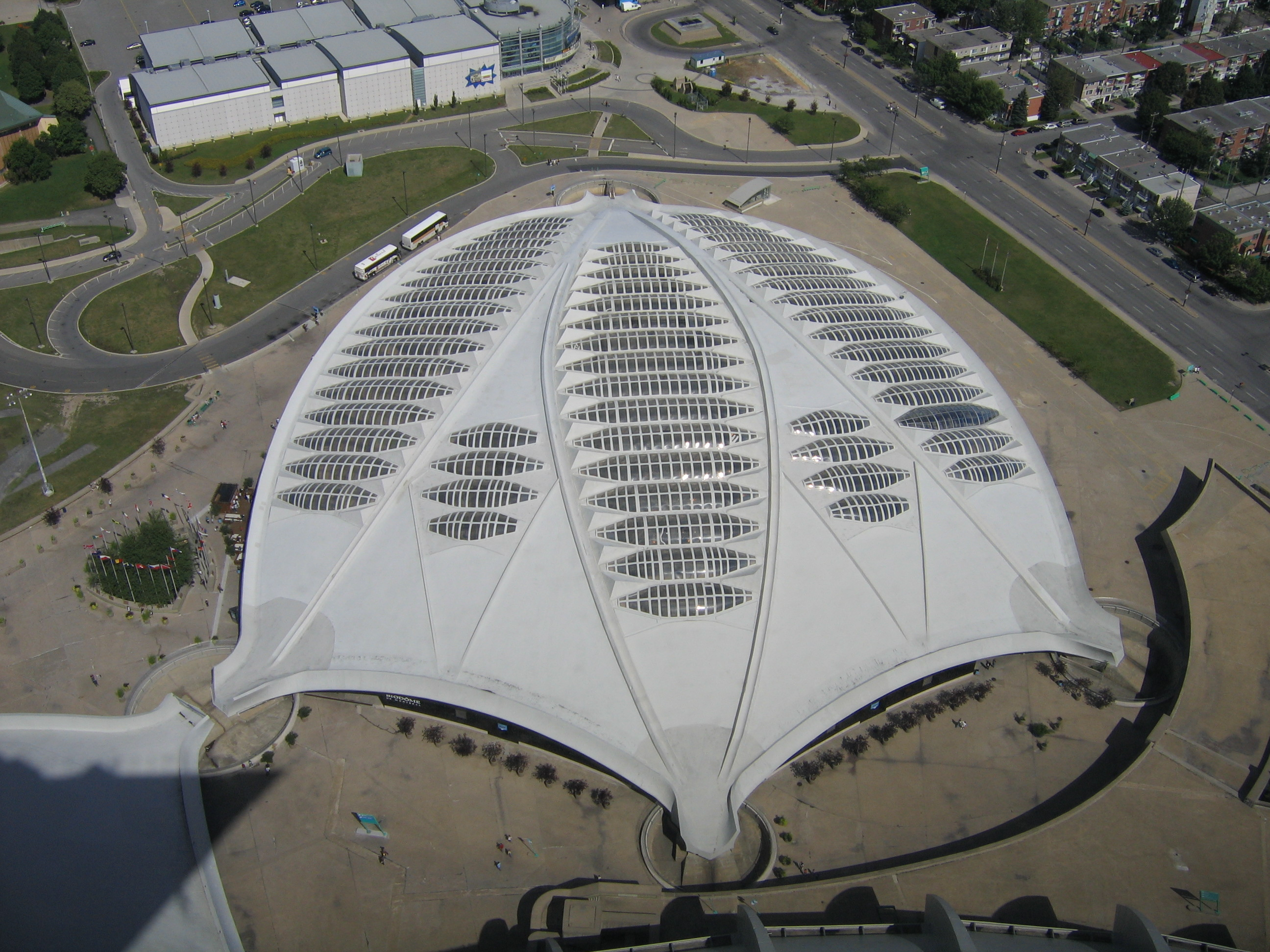
Le Vélodrome de Montréal (maintenant le Biodôme) (1976).

Entrée du bâtiment universitaire de l'École nationale de ski et d'alpinisme (ENSA) de Chamonix-Mont-Blanc (1974).

Les principales réalisations de Roger Taillibert sont :
- 1964 : Usine Daf-France à Survilliers (Val-d'Oise)
- 1966 : Piscine olympique de Deauville (Calvados)[8],[9]
- 1967 : Centre d'entraînement préolympique de Font-Romeu (Pyrénées-Orientales)
- 1967 : Piscine Carnot à Paris 12e
- 1970 : Centre hospitalier de Mende (Lozère)
- 1970 : Centres de natation de Lyon, Saint-Fons et de Vénissieux (Rhône)
- 1971 : Piscine des Thiolettes à Reims (Marne)
- 1972 : Nouveau stade du Parc-des-Princes à Paris[9]
- 1972 : Piscine Georges-Hermant, Paris
- 1973 : Lycée de La Borde Basse de Castres (Tarn)
- 1973 : Centre couvert de natation et de sports à Chamonix (Haute-Savoie)[9]
- 1973-1976 : Biodôme de Montréal, Stade olympique de Montréal[9],
- 1974 : bâtiment universitaire de l'École nationale de ski et d'alpinisme (ENSA) de Chamonix-Mont-Blanc (Haute-Savoie)[9]
- 1974-1976 : Centre sportif et para-hôtelier Montfleury à Cannes (Alpes-Maritimes)
- 1976 : Centre couvert de natation et de sports à Saint-Mandé (Val-de-Marne)
- 1976 : Bibliothèque municipale de Castres (Tarn)
- 1976 : École nationale des métiers de Lyon (Rhône)
- 1976 : Lycée technique de Saint-Germain-en-Laye (Yvelines)
- 1976-1987 : Stade et équipements olympiques à Montréal (Canada)[9]
- 1977-1981 : Faculté de pharmacie de Toulouse (Haute-Garonne)
- 1977-1981 : Stadium Nord Lille Métropole de Villeneuve-d'Ascq (Nord)
- 1977-1981 : Cité scolaire de Jolimont à Toulouse (Haute-Garonne)
- 1978 : Collège de Gaillac (Tarn)
- 1978 : Hôtel du département à Montauban (Tarn-et-Garonne)
- 1978 : Centre d'enseignement et de loisirs du Barcarès (Pyrénées-Orientales)
- 1978 : Centrale nucléaire de Saône (Saône-et-Loire)
- 1979-1983 : Club-house des golfs de Yamoussoukro et d'Abidjan (Côte d'Ivoire)
- 1980-1985 : Centrale nucléaire de Penly (Seine-Maritime)
- 1980-1985 : Restauration à Paris 16e : 300 logements et équipements sportifs (Paris)
- 1981-1983 : Institut national des sports, Paris
- 1983-1986 : Centrale nucléaire de Civaux (Vienne)
- 1984 : Piscine olympique au Kirchberg (Luxembourg)[9]
- Centre équestre de la ville de Castres (Tarn)
- 1984 : Institut géographique d'Amman (Jordanie)
- 1984-1990 : Aménagement de la ZAC Gros-Boulainvilliers, Paris
- 1985 : Country-club de l'Île-de-France, Les Pyramides à Port-Marly (Yvelines)
- 1985 : Hôtel de police de Cergy-Pontoise (Val-d'Oise)
- 1985 : Usine Coca-Cola de Grigny (Essonne)
- 1985-1986 : Ensemble immobilier à Deuil-la-Barre (Seine-Saint-Denis)
- 1985-1986 : Ensemble immobilier de la ZAC du Front du Lac à Enghien (Val-d'Oise)
- 1986 : Réhabilitation du CREPS d'Antibes (Alpes-Maritimes)
- 1986 : Équipements sportifs du Fort Carré à Antibes (Alpes-Maritimes)
- 1986 : Rénovation du stade nautique des Tourelles à Paris 20e
- 1986-1990 : ZAC de la Madeleine à Orléans (Loiret)
- 1987 : Conservatoire de musique à Paris 16e
- 1987 : Lycées professionnels à Dreux (Eure-et-Loir) et à Argenton-sur-Creuse (Indre)
- 1994 : Institut universitaire de technologie Paul-Sabatier à Castres (Tarn)
- 1996 : Lycée Raspail (Paris)[10]
- 2000 : Les Cauquillous, siège de la branche dermocosmétique des laboratoires Pierre-Fabre à Lavaur (Tarn)
- 2010 : École d'ingénieurs informatique et systèmes d'information pour la santé à Castres (Tarn)

## Prix et distinctions

### Distinctions
- Commandeur de la Légion d'honneur[11]
- Commandeur de l'ordre national du Mérite[7]
- Commandeur de l'ordre des Palmes académiques[7]
- Commandeur de l'ordre des Arts et des Lettres[7]

### Récompenses
- 1970 : Grande médaille d'argent de la création architecturale
- 1971 : Grande médaille d'argent de l'Académie d'architecture
- 1973 : Grande médaille d'or de la création architecturale
- 1976 : Grand prix national de l'architecture
- 1976 : Grand prix national des Arts et Lettres, section Architecture
- 1976 : Grande médaille d'or de la société d'encouragement à l'art et à l'industrie
- 1977 : Prix Elphège-Baude
- 2000 : Prix des Plus beaux ouvrages de construction métallique dans la catégorie « Bâtiments industriels », remise pour le centre de distribution pharmaceutique à Ussel (Corrèze)